# Moto râleuses
Moto râleuses est une série de bande dessinée sur la moto au féminin.
- Scénario : Catherine Devillard
- Dessins et couleurs : Sébastien Sauvadet

## Albums
- Tome 1 : Cathiiiie!! (2002)
- Tome 2 : Eh ben.!? (2004)
- Tome 3 : Les Bleus en zone rouge (2006)

## Livre
- "Sans filet" (2007)